# Michael Tippett
Michael Kemp Tippett (Londres, 2 de enero de 1905–8 de enero de 1998), fue un compositor británico de música clásica.

## Biografía
Tippett nació en Londres de linaje inglés y de Cornualles. Su madre fue una trabajadora de caridad y una sufragista, y él era primo de la líder sufragista Charlotte Despard. Aunque disfrutó de su infancia, sus padres decidieron viajar y vivir en el continente después de perder su negocio hotelero en el sur de Francia, y Michael y su hermano acudieron a escuelas como internos en Inglaterra. 
Por entonces, Tippett obtuvo una beca y estudió en el Fettes College, Edimburgo, pero pronto se trasladó a Stamford (Lincolnshire), en cuya escuela estudió, después de alguna experiencia personal extremadamente desgraciada. 
Esto, combinado con el descubrimiento de su homosexualidad, contribuyó a hacer que los años de adolescencia y juventud de Tippett fueran solitarios y bastante estresantes. Aunque era abierto sobre su orientación sexual, parece que comenzó a sentir cierta contención emocional desde edad muy temprana, y esto más tarde se hizo una gran motivación para componer. Antes de esta época en Stamford, Tippett casi no tuvo ningún contacto con la música, y mucho menos una formación seria. Él consideraba que fue en Stamford, donde recibió lecciones de piano y vio dirigir a Malcolm Sargent, donde decidió convertirse en compositor, aunque no sabía ni lo que significaba ni cómo empezar.
Su empeño pacifista le valió una pena de prisión durante la Segunda Guerra Mundial (1943). Durante muchos años sus obras fueron consideradas erróneamente como de difícil acceso. Tippett tuvo siempre un espíritu particularmente abierto al conocimiento, la literatura y la filosofía de otros países de Europa y África. Los libretos que escribió para sus propias óperas reflejan su interés por los dilemas de la sociedad y las luchas del espíritu humano. Tippett era abiertamente homosexual
Estudió en Marlborough y en el Royal College of Music de Londres, donde aprendió composición con Ralph Vaughan Williams y dirección de orquesta con Adrian Boult. En la década de los años veinte vivió en el condado inglés de Surrey, donde inició su actividad musical dirigiendo orquestas locales. 
A diferencia de sus contemporáneos William Walton y Benjamin Britten, Tippett comenzó a componer bastante tarde, siendo muy crítico con sus primeras obras. A los treinta años destruyó la totalidad de sus composiciones y comenzó a estudiar contrapunto y fuga con Reginald Owen Morris, el cual ejerció una profunda influencia en sus obras de madurez.
Tippett no fue un compositor muy prolífico; su obra, que se extiende a lo largo de casi sesenta años, incluye cinco cuartetos de cuerda, cuatro conciertos, cuatro sinfonías, cinco óperas, así como un cierto número de composiciones corales.

## Etapas en su obra
Su música se divide habitualmente en cuatro periodos: 
- El primero, que comprende los años desde 1935 hasta 1947, incluye sus tres primeros cuartetos, el concierto para dos orquestas de cuerda, el oratorio A Child of our time así como su primera sinfonía. Esta última se caracteriza por su energía contrapuntística así como por un profundo lirismo en los movimientos lentos.

- El segundo periodo se extiende hasta el final de la década de los 50. Forman parte de él la ópera The Midsummer Marriage (1955), la Corelli Fantasia, el concierto para piano y su segunda sinfonía, caracterizada por una textura orquestal muy rica, con una deslumbrante escritura melódica.

- El tercero finaliza a finales de los años 70 y marca un contraste muy definido con las precedentes: son sus señas de identidad la simplicidad de la textura y las frases abruptas, como en la ópera King Priam, el concierto para orquesta y la segunda sonata para piano.

- Finalmente, el cuarto y último periodo es –de hecho– una combinación de los anteriores, utilizando diferentes procedimientos, como la cita (de Ludwig van Beethoven o de Modest Músorgski). Las obras más importantes de este periodo son su tercera sinfonía, las óperas The Ice Break, New Year y The Mask of Time, composición coral de gran calado.

## Otras obras
- The Vision of Saint Augustine  para barítono, coros y orquesta (1965).
- The Knot Garden (1966–1970).
- Cuarta sinfonía (1977).
- Cuarteto de cuerdas n.º 4 (1978).
- Concierto para violín, alto y violonchelo (1978–1979).